# 阿拉芒
阿拉芒（法語：Allaman，法語發音：[alamɑ̃]）是瑞士西部法语区沃州的一个市镇。在行政上属于莫尔日区管辖。阿拉芒的总面积为2.60平方公里。截至2007年，总人口为401。

## 历史
阿拉芒历史悠久，现存两座城堡，阿拉芒城堡和罗什福尔城堡。

## 地理
阿拉芒位于莱芒湖北岸。